# Strimmig fnittertrast
Strimmig fnittertrast (Trochalopteron virgatum) är en asiatisk fågel i familjen fnittertrastar inom ordningen tättingar. Den förekommer i bergstrakter i nordöstra Indien och sydvästra Myanmar. Den tros minska i antal på grund av habitatförstörelse och fångst för burfågelindustrin, men beståndet anses ännu vara livskraftigt.

## Utseende
Strimmig fnittertrast är en rätt liten (23 cm) och slank fnittertrast. Fjäderdräkten är brun, men täckt av tunna, vita streck. Den har vidare tydligt vitt ögonbrynsstreck, liksom mustaschstreck. Kroppens främre del är rödbrun och på huvudet syns en kort, spretig tofs. Bröst och buk är beigefärgade.

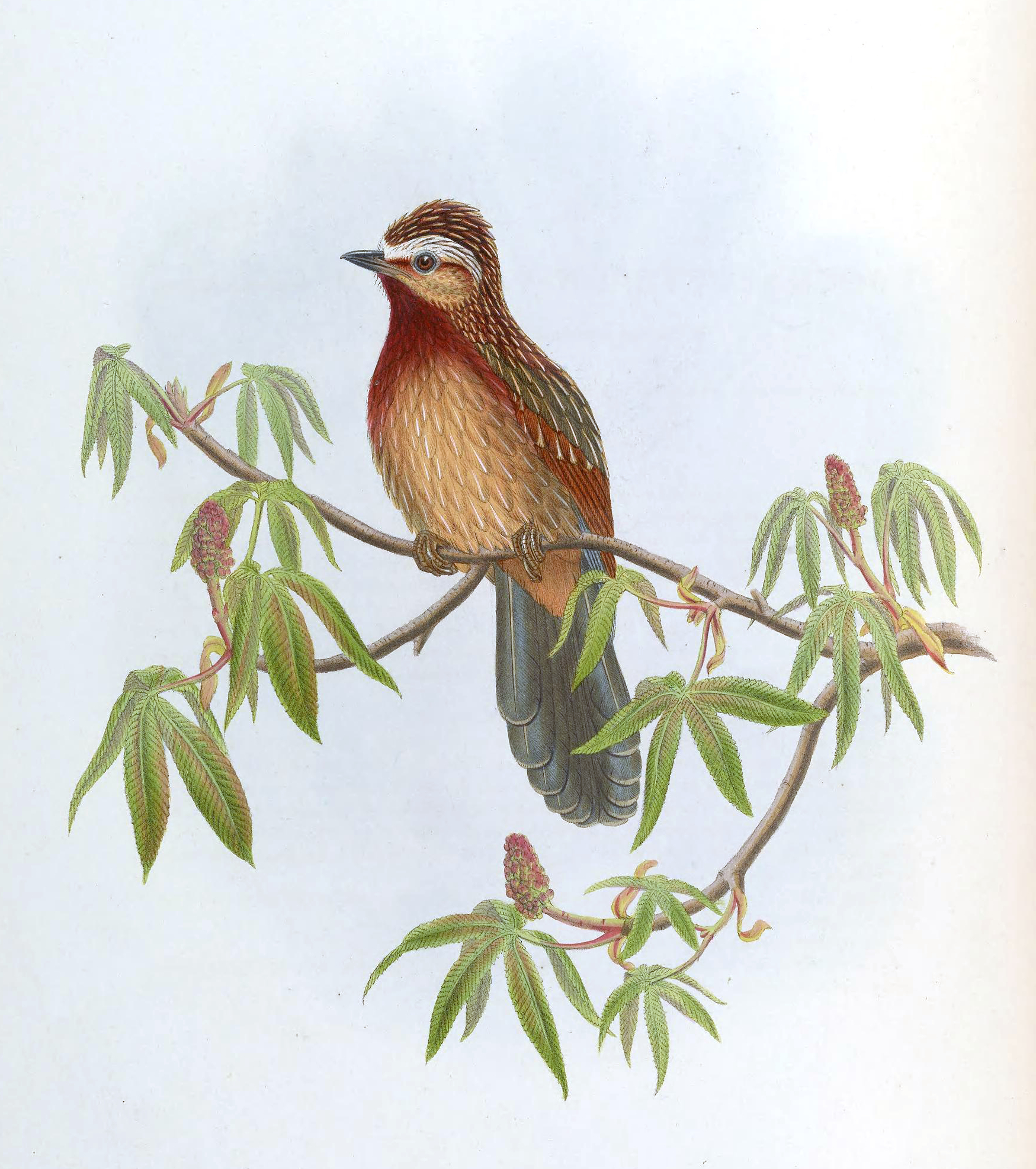

## Utbredning och systematik
Strimmig fnittertrast förekommer i bergstrakter i nordöstra Indien (Assam) och sydvästra Myanmar (Chin Hills). Den behandlas som monotypisk, det vill säga att den inte delas in i några underarter.

### Släktestillhörighet
Tidigare inkluderas arterna i Trochalopteron i Garrulax, men genetiska studier har visat att de är närmare släkt med exempelvis prakttimalior (Liocichla) och sångtimalior (Leiothrix).

## Levnadssätt
Strimmig fnittertrast hittas på mellan 900 och 2400 meters höjd i täta buskage, ormbunksstånd och gräs vid skogskanter och i övergiven odlingsbygd. Den är oftast svår att få syn på där den födosöker efter insekter, ensam eller i par. Fågeln häckar mellan april och juli då den lägger två till tre ägg i ett djupt, skålformat bo placerat i en buske, litet träd eller i gräs. Arten är stannfågel.

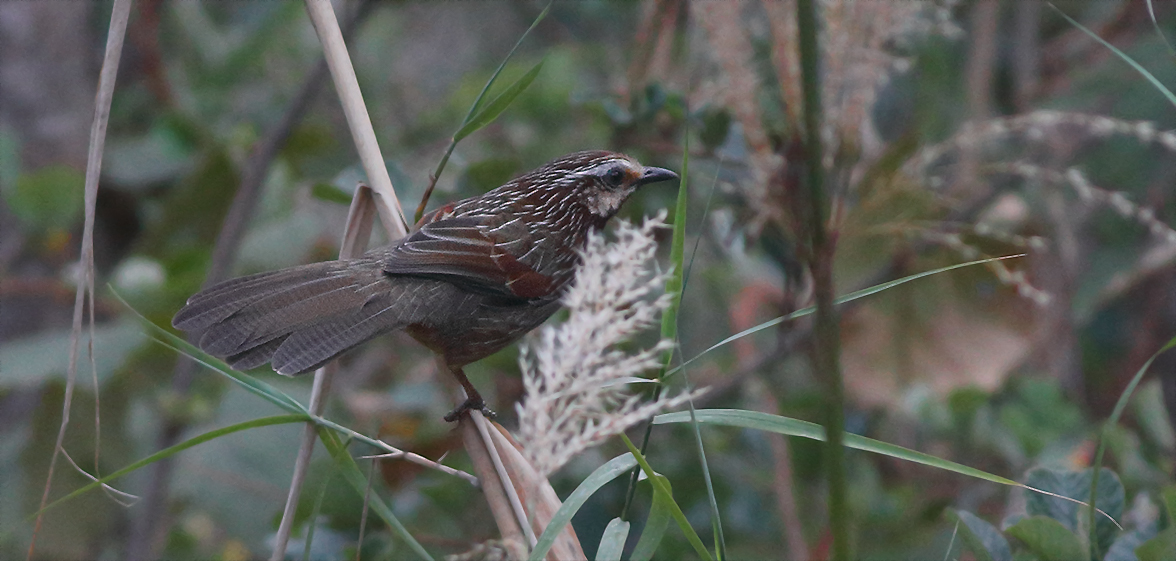

## Status och hot
Arten har ett stort utbredningsområde och en stor population, men tros minska i antal till följd av habitatförstörelse och fångst för vidare försäljning inom fågelbursindustrin. Den minskar dock inte tillräckligt kraftigt för att den ska betraktas som hotad. Internationella naturvårdsunionen IUCN kategoriserar därför arten som livskraftig (LC). Världspopulationen har inte uppskattats men den beskrivs som ganska vanlig till vanlig.